# 莱斯佩龙
莱斯佩龙（法語：Lespéron，法語發音：[lɛspeʁɔ̃]）是法国阿尔代什省的一个市镇，属于拉让蒂耶尔区。

## 地理
莱斯佩龙（44°43'51"N, 3°53'52"E）面积24.99 平方千米，位于法国奥弗涅-罗讷-阿尔卑斯大区阿尔代什省，该省份为法国东南部内陆省份，北起顺时针与卢瓦尔省、伊泽尔省、德龙省、沃克吕兹省、加尔省、洛泽尔省和上盧瓦爾省接壤。
与莱斯佩龙接壤的市镇（或旧市镇、城区）包括：塞利耶迪吕克、拉维拉特、圣阿尔邦昂蒙塔涅、普拉代勒、圣保罗德塔尔塔斯、朗戈涅、吕克。

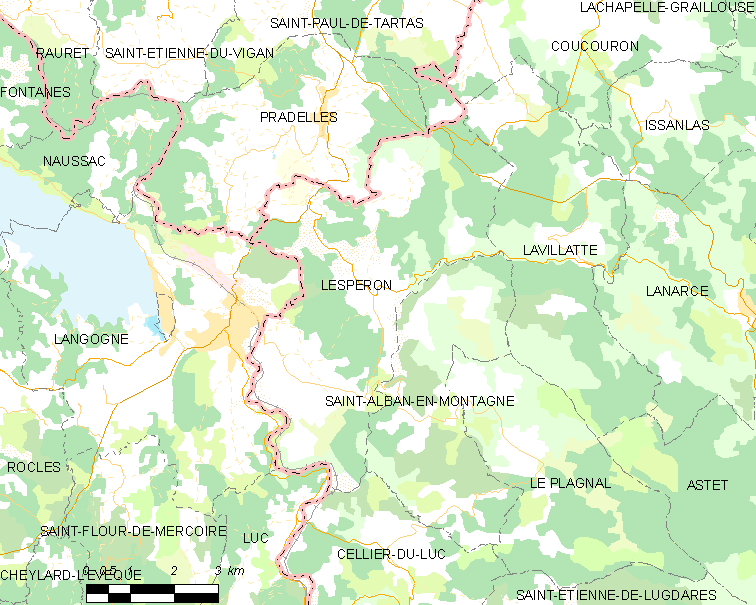
莱斯佩龙的OSM定位图

莱斯佩龙的时区为UTC+01:00、UTC+02:00（夏令时）。

## 行政
莱斯佩龙的邮政编码为07660，INSEE市镇编码为07142。

## 政治
莱斯佩龙所属的省级选区为上阿尔代什县。

## 人口

1962-2008年间莱斯佩龙人口变化图示

莱斯佩龙于2022年1月1日时的人口数量为321人。